# Living with Yourself
Living with Yourself és una comèdia dramàtica per a Web TV creada per Timothy Greenberg i que es va estrenar el 18 d'octubre de 2019 a Netflix. És protagonitzada per Paul Rudd i Aisling Bea. Paul Rudd també fa de productor executiu juntament amb Greenberg, Anthony Bregman, Jeff Stern, Tony Hernandez, Jonathan Dayton, Valerie Faris, i Jeffrey Blitz.

## Sinopsi
Living with Yourself segueix la història d'un home que, després de sotmetre's a un misteriós tractament que li prometia una millor vida, descobreix que ha estat substituït per una versió clonada d'ell mateix.

## Elenc i personatges

### Principals
- Paul Rudd com a Miles Elliot, un redactor de Pool Marketing que no està satisfet amb sa vida, i com el clon de Miles Elliot
- Aisling Bea com a Kate Elliot, l'esposa de Miles que és una interiorista

### Recurrents
- Alia Shawkat com a Maia, mig-germana menor de Miles
- Desmin Borges com a Dan, la companya de feina de Miles
- Karen Pittman com a Lenore Pool, la cap de Miles
- Zoe Chao com a Kaylyn, una recepcionista a Pool Marketing

### Convidats
- Jon Glaser com a Henry
- Emily Young com el company de feina Mousy
- Eden Malyn com a Margaret
- Ginger Gonzaga com a Meg, la sòcia de Kate
- Gabrielle Reid com el company de feina Branding
- Gene Jones com el granger Ray
- Zach Cherry com a Hugh
- Tom Brady com ell mateix

## Episodis
| Núm. | Títol                   | Direcció                        | Guió              | Data d'estrena original |
| --- | ----------------------- | ------------------------------- | ----------------- | ----------------------- |
| 1 | «The Best You Can Be»   | Jonathan Dayton & Valerie Faris | Timothy Greenberg | 18 d'octubre de 2019    |
| Miles Elliot viu una vida ordinària amb una faena i una esposa. El seu treball no va bé i la seua esposa té problemes per a concebre. Un company de faena, Dan, li diu a Miles que pot millorar la seua vida si va a un spa dit Top Happy Spa. Malgrat no saber que es fa a aquest spa, Miles decideix arriscar-se i gastar-se tots els estalvis familiars per a visitar-lo. Hores més tard, Miles desperta soterrat al bosc; aconsegueix eixir a la superfície i se'n torna a casa. En casa es troba una altra versió d'ell mateix. Confosos, els dos Miles decideixen tornar a l'spa. Allí el Miles original descobreix que ha sigut clonat. |                         |                                 |                   |                         |
| 2 | «Made in a Strip Mall»  | Jonathan Dayton & Valerie Faris | Timothy Greenberg | 18 d'octubre de 2019    |
| Després de despertar a l'spa, el nou Miles, no sabent que és un clon, se sent estrany però content. Al treball els seus companys hi noten que ha fet un canvi a millor, resultant en el seu projecte sent universalment acceptat. A casa és més afectuós que de costum amb la seua muller, i ella nota que està canviat. De matinada, al baixar a la sala d'estar, es topa amb el seu altre jo: el Miles original. Després d'una forta discussió, els dos decideixen tornar a l'spa a veure que ha passat. A l'spa el Miles se sent aclaparat al descobrir la veritat, ja que no sap perquè ha sigut creat o quin és el seu propòsit en la vida. El Miles original li diu que desaparega i que viatge pel món sense pensar en cabòries. El clon accepta la proposta, però també se sent insatisfet, puix vol la vida que el Miles original en té. |                         |                                 |                   |                         |
| 3 | «Green Tea»             | Jonathan Dayton & Valerie Faris | Timothy Greenberg | 18 d'octubre de 2019    |
| Després d'adonar-se que el seu clon havia arreglat tots els seus problemes, Miles decideix canviar i imitar una mica al clon; cosa que causa problemes entre els dos. Miles comença a sentir-se gelós del seu clon, ja que tothom l'estima. Durant la seua presentació al Hillston Telecom, el propietari de Hillston premia a l'empresa de Miles amb el contracte; tot i això, s'adona que el projecte no és de Miles. Després de marxar de les oficines de Hillston, Miles decideix anar a celebrar-ho amb els companys. Tanmateix, a l'arribar al bar Fridays veu que el seu clon li ha pres el lloc. Decidit a enfrontar-s'hi, li revela als seus amics i a Kate que hi ha dos Miles. |                         |                                 |                   |                         |
| 4 | «Soul Mate»             | Jonathan Dayton & Valerie Faris | Timothy Greenberg | 18 d'octubre de 2019    |
| 5 | «Va Bene»               | Jonathan Dayton & Valerie Faris | Timothy Greenberg | 18 d'octubre de 2019    |
| 6 | «Neighbors and Friends» | Jonathan Dayton & Valerie Faris | Timothy Greenberg | 18 d'octubre de 2019    |
| 7 | «Piña Colada»           | Jonathan Dayton & Valerie Faris | Timothy Greenberg | 18 d'octubre de 2019    |
| 8 | «Nice Knowing You»      | Jonathan Dayton & Valerie Faris | Timothy Greenberg | 18 d'octubre de 2019    |